# Convolvulus zimmermannii
Convolvulus zimmermannii är en vindeväxtart som beskrevs av François Gagnepain. Convolvulus zimmermannii ingår i släktet vindor, och familjen vindeväxter. Inga underarter finns listade i Catalogue of Life.